# Рапп, Готтфрид
Го́ттфрид Рапп (швед. Gottfrid Rapp; род. 18 августа 2005) — шведский футболист, нападающий «Эльфсборга».

## Клубная карьера
Является воспитанником «Эльфсборга», в котором начал заниматься футболом с 12-летнего возраста. В начале 2023 года прошёл несколько предсезонных сборов с основной командой. В апреле того же года подписал с клубом первый профессиональный контракт. Дебютировал в чемпионате Швеции 28 мая в победном матче с «Мальмё» (3:0), появившись на поле в компенсированное ко второму тайму время вместо Пера Фрика.

## Клубная статистика
| Выступление      | Выступление      | Выступление      | Лига | Лига | Кубки | Кубки | Конт. кубки | Конт. кубки | Итого | Итого |
| Клуб             | Лига             | Сезон            | Игры | Голы | Игры  | Голы  | Игры        | Голы        | Игры  | Голы  |
| ---------------- | ---------------- | ---------------- | ---- | ---- | ----- | ----- | ----------- | ----------- | ----- | ----- |
| Эльфсборг        | Алльсвенскан     | 2023             | 2    | 0    | 0     | 0     | 0           | 0           | 2     | 0     |
| Эльфсборг        | Итого            | Итого            | 2    | 0    | 0     | 0     | 0           | 0           | 2     | 0     |
| Всего за карьеру | Всего за карьеру | Всего за карьеру | 2    | 0    | 0     | 0     | 0           | 0           | 2     | 0     |